# NGC 4114
NGC 4114 (również PGC 38460) – galaktyka spiralna z poprzeczką (SBa), znajdująca się w gwiazdozbiorze Kruka. Odkrył ją William Herschel 27 marca 1786 roku.